# Hans Funk
Hans Funk (Berna, 21 gennaio 1894 – Berna, 7 luglio 1953) è stato un calciatore svizzero, di ruolo attaccante.

## Carriera

### Club
Ha giocato nel campionato svizzero e tedesco

### Nazionale
Ha collezionato 8 presenze con la maglia della propria Nazionale.